# كارمين توماس
كارمين توماس (بالألمانية: Carmen Thomas)‏ هي مقدمة تلفزيونية وصحفية ألمانية، ولدت في 7 مايو 1946 في دوسلدورف في ألمانيا.

## وصلات خارجية
- كارمين توماس على موقع IMDb (الإنجليزية)